# Enzo Jannacci

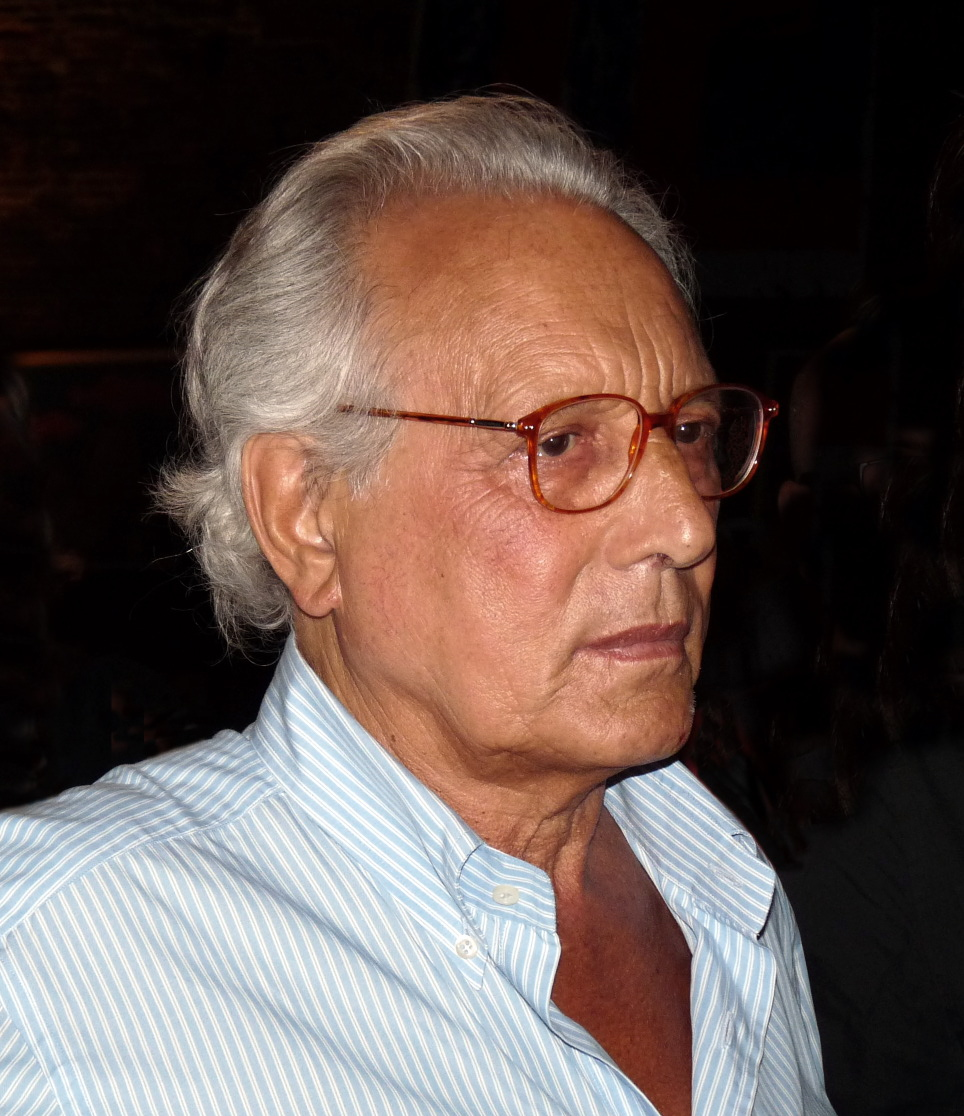
Enzo Jannacci (2009)

Vincenzo „Enzo“ Jannacci (* 3. Juni 1935 in Mailand; † 29. März 2013 ebenda) war ein italienischer Sänger und Songtexter, Komponist, Schauspieler, Kabarettist und Arzt. Er gilt als einer der wichtigsten Künstler Italiens nach dem Zweiten Weltkrieg.

## Leben und Karriere
Jannacci wird weitestgehend als ein Meister der musikalischen Kunst und des Kabaretts betrachtet; im Laufe seiner Karriere arbeitete er mit vielen bekannten italienischen Musikern, Artisten, Journalisten, Persönlichkeiten aus dem Fernsehen und Kabarettisten zusammen. Nach dem Musikkonservatorium hat er Medizin studiert. Insgesamt hat er zirka 30 Alben und Musikstücke geschrieben, einige von ihnen werden als Meilensteine in der Geschichte der italienischen populären Musik angesehen. Er gilt zudem – gemeinsam mit Adriano Celentano, Luigi Tenco und Giorgio Gaber – als einer der Begründer des italienischen Rock ’n’ Roll. Mit einigen von ihnen arbeitete er über 40 Jahre zusammen. Im Bereich des Modern Jazz spielte er u. a. mit Gerry Mulligan, Stan Getz, Chet Baker, Franco Cerri und Bud Powell.
Darüber hinaus komponierte er zwischen 1961 und 1996 die Musik für siebzehn Filme.
Jannacci hatte auch einen bürgerlichen Beruf. Nach seinem Studienabschluss am Konservatorium in Mailand, wo er Harmonie, Komposition und Orchesterdirektion studiert hatte, studierte Jannacci 1967 Medizin und spezialisierte sich später in Südafrika bei Christiaan Barnard in Herzchirurgie.
Jannaccis Sohn Paolo (* 1972) ist ebenfalls Musiker.

## Filmografie (Auswahl)

### Als Komponist
- 1974: Kennen Sie meine Frau? (Romanzo popolare)
- 1975: Sieben Schönheiten (Pasqualino Settebellezze)
- 1976: Sturmtruppen
- 1983: Matlosa
- 1989: Kleine Mißverständnisse (Piccoli equivoci)

### Als Schauspieler
- 1964: Das saure Leben (La vita agra)
- 1972: Die Audienz (L'udienza)
- 1982: Flucht nach Varennes (La nuit de Varennes)